# Medewege
Medewege ist ein Stadtteil der Mecklenburg-Vorpommerschen Landeshauptstadt Schwerin.

## Lage
Der Stadtteil liegt im Norden Schwerins. Er grenzt an die Stadtteile Wickendorf, Lewenberg, Lankow und Warnitz (Im Norden beginnend im Uhrzeigersinn). Darüber hinaus grenzt er an die Gemeinde Kirch Stück. Medewege liegt am Medeweger See und den Stadtteil durchfließt der Aubach. Der Stadtteil besteht aus den ehemaligen Dörfern Groß und Klein Medewege.

## Namensherkunft
Der Stadtteilname stammt aus dem altslawischen von dem Wort medvedi ab. Dies hat die Bedeutung von Bär oder Honigsucher.

## Geschichte
Medewege wurde erstmals 23. Februar 1186 in einer Urkunde des Papstes Urban III. erwähnt.
Durch Funde ist belegt, dass es bereits in der Steinzeit auf dem Gebiet der Gemeinde zur Besiedlung durch Menschen kam. So wurden Beil und Flintgeräte gefunden, die auf diese Zeit zurückdatiert werden konnten. Auch aus der Eisenzeit gibt es Funde, wie zum Beispiel einen Urnenfriedhof.
Gunzelin, der Graf von Schwerin, schenkte am 2. Juli 1217 das Dorf Meduwede dem Schweriner Domkapitel. Im Jahr 1496 lebten in Klein Medewege, das zum herzoglichen Amt Schwerin gehörte, 27 Einwohner und in Groß Medewege 21 Einwohner. Zwanzig Jahre später, im Jahr 1516, gab es in Klein Medewege fünf Hüfnerstellen. Im Jahre 1647 wird Klein Medewege zum Lehen gegeben und erst Ende des 17. Jahrhunderts durch Kauf wieder in den Besitz des Landesherren genommen. Nach der Aufhebung des Domkapitels durch den westfälischen Frieden im Jahr 1648 ging die Gemeinde an den Landesherren über. Im Jahre 1655 leben in Groß Medewege 22 Einwohner auf einem Meierhof, mit 500 bis 600 Schafen im Besitz. In den Jahren 1806 bis 1812 war Mecklenburg und damit Medewege von französischen Soldaten besetzt. Im Jahr 1827 wurde auf dem Medeweger Feld mit dem Bau der Landesirrenanstalt Sachsenberg begonnen, die 1830 fertiggestellt war.
Im Jahr 1935 wurden sowohl Klein als auch Groß Medewege vom Land Mecklenburg an die Stadt Schwerin verkauft. Durch den Verkauf wurde der Stadtteil im Jahr 1936 eingemeindet. Zum Ende des Zweiten Weltkrieges dienten die Güter von Klein und Groß Medewege zur Versorgung der Roten Armee. Im Jahr 1946 wurden sie zu einem Landesgut zusammengefasst. In der Nachkriegszeit stand dann die Versorgung der Schweriner Einwohner im Vordergrund.

## Verkehr
Durch den Ortsteil verläuft die B104 sowie die Bahnstrecke zwischen Schwerin und Bad Kleinen. Darüber hinaus gibt es im Stadtteil sieben Straßen.